# Brouwerij Strubbe
Brouwerij Strubbe, vroeger bekend als De Maagd van Gent, is een Belgische familiale brouwerij gelegen in de West-Vlaamse gemeente Ichtegem.

## Geschiedenis
In 1830 startte Carolus Strubbe in Ichtegem een boerderij-brouwerij De Maagd van Gent. In die tijd verbouwden veel brouwers in de zomermaanden zelf de noodzakelijke grondstoffen die in de wintermaanden gebruikt werden om te brouwen. Carolus Strubbe werd opgevolgd door zijn zoon die op zijn beurt opgevolgd werd door zoon Medard. Deze derde generatie veranderde de naam in de huidige naam Brouwerij Strubbe. Diens enige zoon Aimé nam de brouwerij over.
 Tot het einde van de Eerste Wereldoorlog werd er enkel bier met hoge gisting gebrouwen, twee soorten, enkel bier (2%) en dobbelbier (4%). Aimé Strubbe begon daarna, zoals zovele brouwerijen in België, met het brouwen van lagegistingsbieren, eerst Bock en daarna pils. Daarnaast werd het populaire Hengstenbier gebrouwen. Het oude recept van dit bier ligt aan de basis van het huidige Ichtegem's Oud Bruin. Aimé werd opgevolgd door zijn twee zonen, Gilbert Strubbe, die brouwmeester werd en zijn broer Etienne Strubbe, die verantwoordelijk was voor de verkoop en administratie. De neven Marc Strubbe (zoon van Gilbert) en Norbert Strubbe (zoon van Etienne) behoren tot de zesde generatie eigenaars. In 2008 nam Stefan Strubbe (zevende generatie) volledig de taken over van zijn vader Norbert.
Tot 1999 werd in de brouwerij ook water en limonade geproduceerd maar de productie werd stopgezet om de uitbreiding van de bottellijn mogelijk te maken.

## Bieren
Onderstaande bieren worden gebrouwen in deze brouwerij :
- BAB 401 - 8%
- Belgica IPA - 7,9%
- Dobbelken Bruin - 5% (voor vzw Durme)
- Dobbelken Amber - 6,5% (voor vzw Durme)
- Couckelaerschen Doedel - 6,5%
- Dikke Mathile - 6%
- Edel-Brau - alcoholarm (0,3%)
- Haanse Witte - 5,5% (in opdracht van bieren Den Haene)
- Harlekijn 6% in opdracht voor Koelschip
- Houten Kop - 6,5%
- Ichtegem’s grand cru - 6,5%
- Ichtegem's Oud Bruin - 5%
- Jubileum Keyte - 6,8% (in samenwerking met De Oostendse Bierjutters)
- Keyte Kriek-Magic
- Keyte, Oosténdse Dobbel-Tripel - 9,2%
- Keyte, Oosténdse Tripel (vroeger Keyte, Ostêns Belegeringsbier) - 7,7% (in samenwerking met De Oostendse Bierjutters)
- Kriekenbier - 4,5%
- Leireken Boekweit Blond bio - 6% (in opdracht van Thylbert)
- Leireken Boekweit Bruin bio - 6% (in opdracht van Thylbert)
- Leireken Witte Spelt bio - 5% (in opdracht van Thylbert)
- Leireken Wilde Vruchten bio - 4,5% (in opdracht van Thylbert)
- Leireken Lager bio - 5% (in opdracht van Thylbert)
- Oudstrijder Blond bio - 7,2%
- Oudstrijder Dobbel-Tripel bio - 7,8%
- Pee Klak
- Spioenkopje - 5,7% (in opdracht van bieren Den Haene)
- Strandjuttersbier Mong De Vos - 9,2% (in opdracht van bieren Den Haene)
- Strubbe Oud Bier - bruin tafelbier
- Strubbe Pilsen - blond tafelbier
- Strubbe Pils (vroeger Superpils) - 4,3%
- Trammelantje - 6,5% (in opdracht van bieren Den Haene)
- Vlaskop - 5,5%
- Vlissegems Blondje - 4,4% (in opdracht van bieren Den Haene)
- Wittoen - 8,2%